# Meridemis bathymorpha
Meridemis bathymorpha är en fjärilsart som beskrevs av Diakonoff 1976. Meridemis bathymorpha ingår i släktet Meridemis och familjen vecklare. Inga underarter finns listade i Catalogue of Life.